# Laura Tarantola

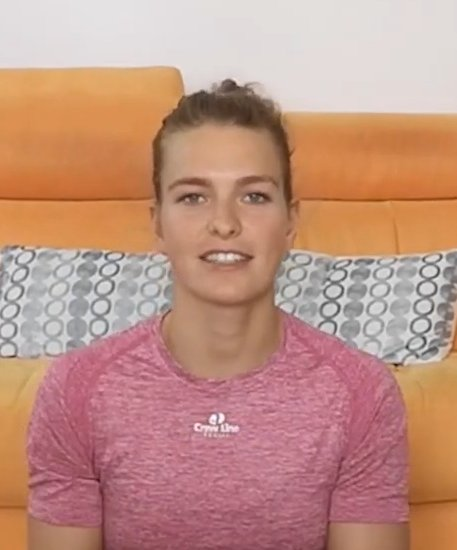
Laura Tarantola (2020)

Laura Tarantola (* 8. Juni 1994 in Annemasse) ist eine französische Leichtgewichts-Ruderin. Sie war 2018 Weltmeisterin und 2021 Olympiazweite.

## Karriere
Tarantola begann 2008 mit dem Rudersport. Seit 2012 war sie im Juniorenbereich international aktiv, erreichte aber erst 2015 bei den U23-Weltmeisterschaften ein Finale, als sie mit dem Leichtgewichts-Doppelvierer Silber gewann. 2016 versuchte sie sich mit dem schweren Doppelvierer für die Olympischen Spiele zu qualifizieren, was ihr nicht gelang. Bei den U23-Weltmeisterschaften gewann sie mit dem schweren Doppelvierer die Bronzemedaille. Bei den Europameisterschaften 2017 erreichte sie mit Claire Bové den fünften Platz im Leichtgewichts-Doppelzweier. Vier Monate später bei den Weltmeisterschaften belegten die beiden den siebten Platz. 2018 trat die 1,73 m große Tarantola bei den Europameisterschaften im Leichtgewichts-Einer an und gewann Silber hinter der Weißrussin Alena Furman. Einen Monat später gewann Laura Tarantola den Titel bei den Weltmeisterschaften in Plowdiw. Im Jahr darauf erkämpfte Tarantola zusammen mit Claire Bové die Silbermedaille im Leichtgewichts-Doppelzweier bei den Europameisterschaften 2019 in Luzern hinter den Weißrussinnen. 2020 erreichten die beiden den fünften Platz bei den Europameisterschaften. Bei den Olympischen Spielen in Tokio gewannen Tarantola und Bové die Silbermedaille hinter den Italienerinnen Valentina Rodini und Federica Cesarini.
2022 bei den Europameisterschaften in München erruderten Bové und Tarantola die Silbermedaille hinter den Britinnen und vor den Italienerinnen. Bei den Weltmeisterschaften wurden die beiden Vierte mit zwei Sekunden Rückstand auf die drittplatzierten Irinnen. 2023 erreichten die Französinnen hinter Britinnen und Griechinnen den dritten Platz bei den Europameisterschaften in Bled. Bei den Weltmeisterschaften in Belgrad wurden sie Elfte. 2024 siegten Bové und Tarantola in der Qualifikationsregatta für die Olympischen Spiele. Bei den Olympischen Spielen in Paris gewannen die beiden das B-Finale und belegten damit den siebten Platz in der Gesamtwertung.